# Nadezhdiella japonica
Nadezhdiella japonica är en skalbaggsart som beskrevs av Hayashi 1972. Nadezhdiella japonica ingår i släktet Nadezhdiella och familjen långhorningar. Inga underarter finns listade i Catalogue of Life.